# 皆川玲奈
皆川 玲奈（日语： Minagawa Reina ?，1991年6月30日—），日本東京都出身的TBS電視台女性播报员。原奧斯卡傳播经纪公司所属艺人，旧艺名为星川 玲奈（日语： Hoshikawa Reina）。身高162cm，血型为A型。

## 经历
在小学生时代的2003年获得“第9回全日本國民美少女比賽”审查员特别奖，因而被奧斯卡傳播发掘，以「星川玲奈」作为艺名出道。2005年被Seventeen杂志选为专属模特，2008年毕业。之后，在青山学院大学学习期间以本名「皆川玲奈」移籍到CUBE经纪公司，出演过一些电视剧。
在青山学院大学就学期间，她还参加了体育会汽车部社团，考取了国内A级驾照，出场过多次赛车比赛，曾获得日本女子团体赛冠军。
2014年4月加入TBS電視台实习。在7月19日到8月31日间与同期入社的同事进行了街头宣传活动。
2016年3月，前辈播报员小林悠因身体原因离职，她便接替其位置，担任『NEWS23』等节目主播。

## 职业生涯

### 现在出演的TBS节目
- NEWS23（2016年3月28日 - ） - 新闻主播[6][注 1]
- 东大王（2017年4月30日 - ） - 问题叙述者[7]

### 过去出演的部分TBS节目
- TBS News Bird（2014年10月 - 2016年3月） - 周三→周五上午
- COUNT DOWN TV（2015年12月31日）
- 全明星感謝祭

### TBS入社前的活动

#### 杂志
- Seventeen（2005年 - 2008年、集英社） - 专属模特

#### 映画
- 東京小説 乙姫学園祭 人魚姫と王子（2007年）[8]

#### 电视剧
- 土曜ワイド劇場（日语：土曜ワイド劇場）「キソウの女III帆村純〜刑事部機動捜査隊（日语：キソウの女）」（2006年10月21日、朝日放送制作・朝日電視台系列） - 饰演 半田幸子[9]
- 生徒諸君!（日语：生徒諸君!教師編）（2007年4月 - 6月、朝日电视台系列） - 饰演 吉沢由佳[9]
- GM〜踊れドクター（日语：GM〜踊れドクター） 第7話（2010年8月29日、TBS系列） -饰演 多恵[注 2]
- 警視廳搜查一課9係 第7話（2011年8月17日、朝日电视台系列） - 饰演 女大学生・瑞穂[注 2]
- 草莓之夜 第5話（2012年2月7日、富士電視台系列） - 饰演 嶋田彩香[注 2]

## 関連項目
- 笹川友里